# Masakr v Ponarech
Masakr v Ponarech (podle polského označení místa) resp. masakr v Paneriai (podle litevského označení místa) byla masová vražda 100 000 lidí (převážně polských Židů) spáchaná německými SD, SS a litevskými nacistickými kolaboranty, kolaboranty Sonderkommanda (Speciální SD a Německé bezpečnostní policejní oddíly "Ypatingasis būrys") během druhé světové války a holokaustu v Říšském komisariátu Ostland. Popravy se konaly od července 1941 do srpna 1944 blízko železniční stanice Ponary v tehdejším Polsku. (Ponary jsou nyní pod litevským názvem Paneriai předměstím Vilniusu.) V Ponarech bylo zavražděno asi 70 000 Židů spolu s asi 20 000 Poláky a 8 000 Rusy, mnoho jich pocházelo z nedalekého města Vilnius.

## Pozadí
Po začlenění Střední Litvy k Polsku se stalo město Ponary částí vojvodství Vilnius (oblast zvaná Kresy). V září 1939 byla tato oblast převzata Sověty a po měsíci převedena do Litvy. Po připojení Litvy Sovětským svazem v červnu roku 1940 začali Sověti ve spojení s vojenskou leteckou základnou budovat ropný sklad nedaleko Ponarů. Tento projekt nebyl nikdy dokončen, protože v roce 1941 byla oblast obsazena nacistickým Německem. Nacisté se rozhodli využít velkých jam určených původně pro nádrže na ropu jako místa k pohřbení těl nežádoucích místních obyvatel. Jejich záměrem bylo zabít všechny litevské Židy. V Pobaltí dosáhlo nacistické masové vraždění Židů největšího rozsahu. Ze 70 000 Židů žijících ve Vilniusu přežilo válku pouhých sedm tisíc. Židovská kultura ve Vilniusu, jednom z jejích největších center v Evropě, prakticky zanikla.

## Masakr

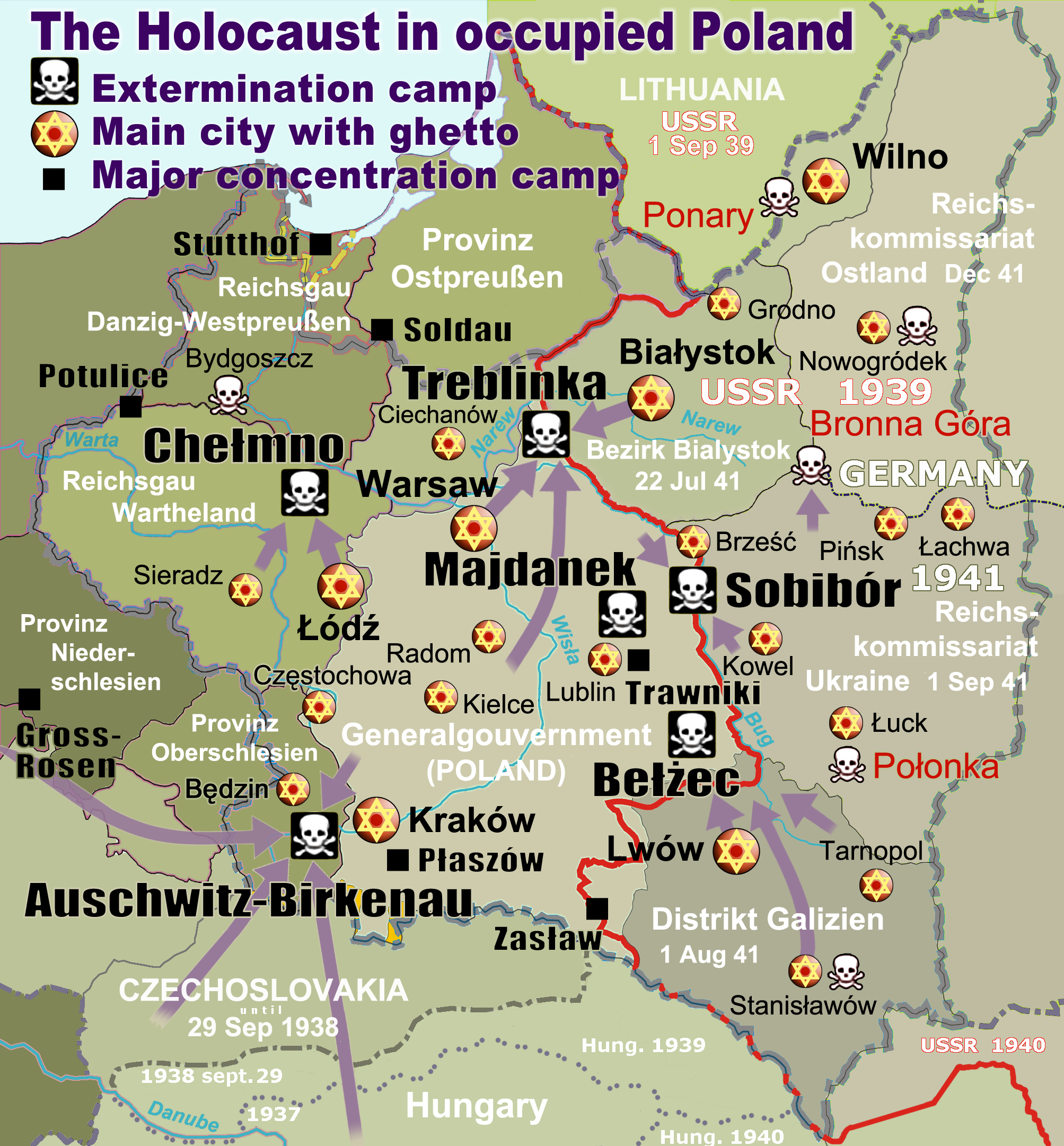
Masakr v Ponarech na mapě okupovaného Polska (v pravém rohu označený červenou lebkou).

Hromadné vraždy začaly v červenci roku 1941, kdy přijelo do Vilniusu Einsatzkommando 9, které shromáždilo 5 000 židovských mužů z Vilniusu a převezlo je do Paneriai, kde byli zastřeleni. Další hromadné popravy, často s pomocí litevských dobrovolníků z Ypatingasis burys, se konaly po celé léto 1941 a podzim 1941. V září bylo založeno vilenské ghetto. Do konce roku bylo v Paneriai zavražděno 21 700 Židů. Tempo vraždění zpomalilo v roce 1942, kdy si Wehrmacht začal potenciální oběti přisvojovat jako nuceně nasazené.
Na konci roku 1944 dosáhl konečný počet obětí kolem 70 000 – 100 000 osob. Podle poválečné exhumace provedené silami sovětské 2. běloruského frontu byla většina (50 000 – 70 000) obětí polští a litevští Židé z nedalekých polských a litevských měst. Ostatní byli především Poláci (20 000) a Rusové (8 000). Polské oběti byly většinou příslušníci inteligence (učitelé, profesoři Vilniuské univerzity jako Kazimierz Pelczar, duchovní jako Romuald Świrkowski) a členové odbojového hnutí Zemské armády. Mezi prvními oběťmi bylo přibližně 7 500 sovětských válečných zajatců zastřelených v roce 1941, brzy poté, co začala Operace Barbarossa. V pozdějších fázích to byly také menší počty obětí jiných národností včetně místních Rusů, Romů a Litevců, zejména stoupenci komunistů a členové Místního litevského oddělení Povilase Plechavičiuse, kteří odmítli plnit německé rozkazy.
Jak sovětská armáda v roce 1943 pokročila, nacistické jednotky se snažily zakrýt zločiny podle směrnice Aktion 1005. Osmdesát vězňů z blízkého koncentračního tábora Stutthof bylo zformováno do Leichenkommand. Dělníci byli nuceni těla vykopat, dát je na hromadu a spálit je. Po několika měsících této strašné práce se brigádě povedlo 19. dubna 1944 uprchnout. 11 lidem z této skupiny se válku podařilo přežít a jejich svědectví tak přispělo k odhalení tohoto masakru.

## V kolektivní paměti
Informace o masakru se začala šířit již v roce 1943 díky aktivitám a pracím Heleny Pasierbské, Józefa Mackiewicze, Kazimierza Sakowicze a dalších. Nicméně sovětskému režimu, který podporoval vystěhování Poláků z Kresů, se skutečnost, že hlavními oběťmi byli Poláci a Židé, nehodila. Oficiálně tedy převládlo podání, podle něhož Paneriai bylo místem hromadného vraždění pouze sovětských občanů. Toto propagandistické zkreslení, stejně jako fakt, že šlo o jeden z největších masakrů na Poláky na východě, inspirovalo některé (např. polského premiéra Jerzyho Buzka) k paralelám s Katyňským masakrem. 22. října 2000, desetiletí po pádu komunismu, uspěla v nezávislé Litvě snaha několika polských organizací o vztyčení památníku (kříže) za padlé polské občany. Oficiálního ceremoniálu se zúčastnili představitelé polské a litevské vlády (Bronisław Komorowski, polský ministr obrany a jeho litevský protějšek), stejně tak několik nevládních organizací.
Místo masakru připomíná památník obětem holokaustu, památník polským obětem a malé muzeum. Popravy v Paneriai jsou v současné době předmětem vyšetřování gdaňskou pobočkou polského Ústavu paměti národa.

## Galerie

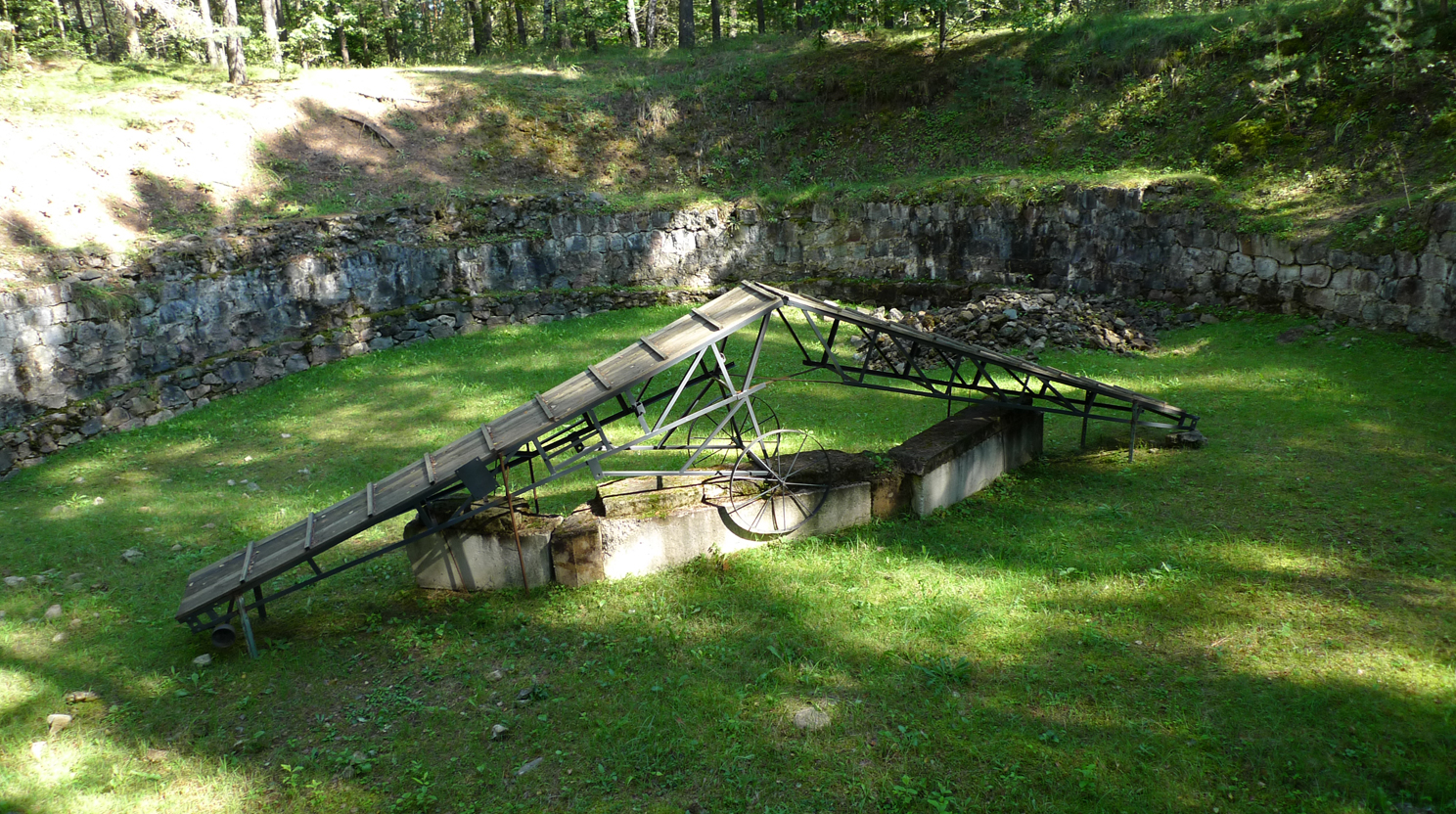
Jáma pro spalování mrtvol, které byly exhumovány kvůli zničení důkazů o masových popravách.
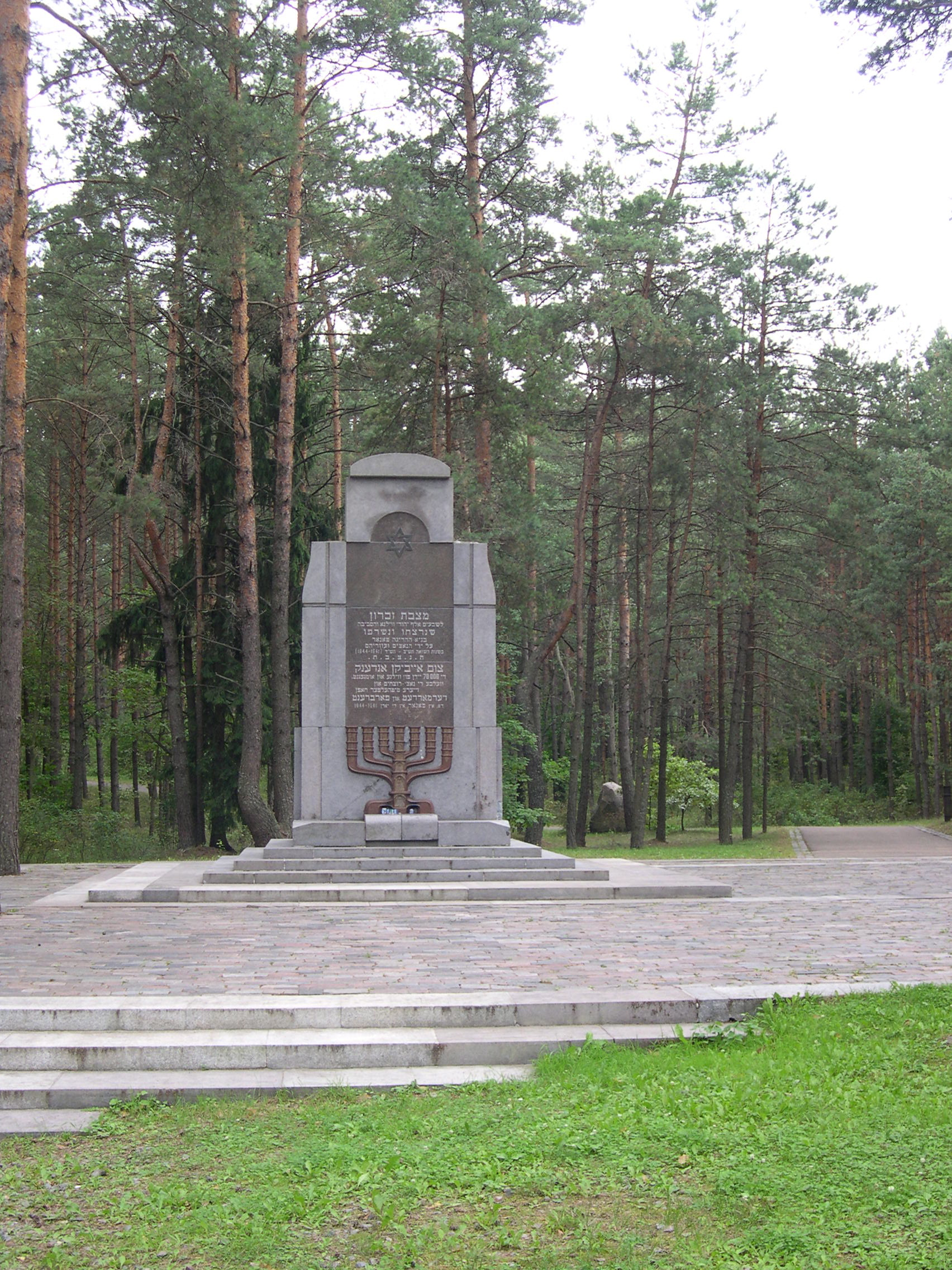
Památník židovských obětí.
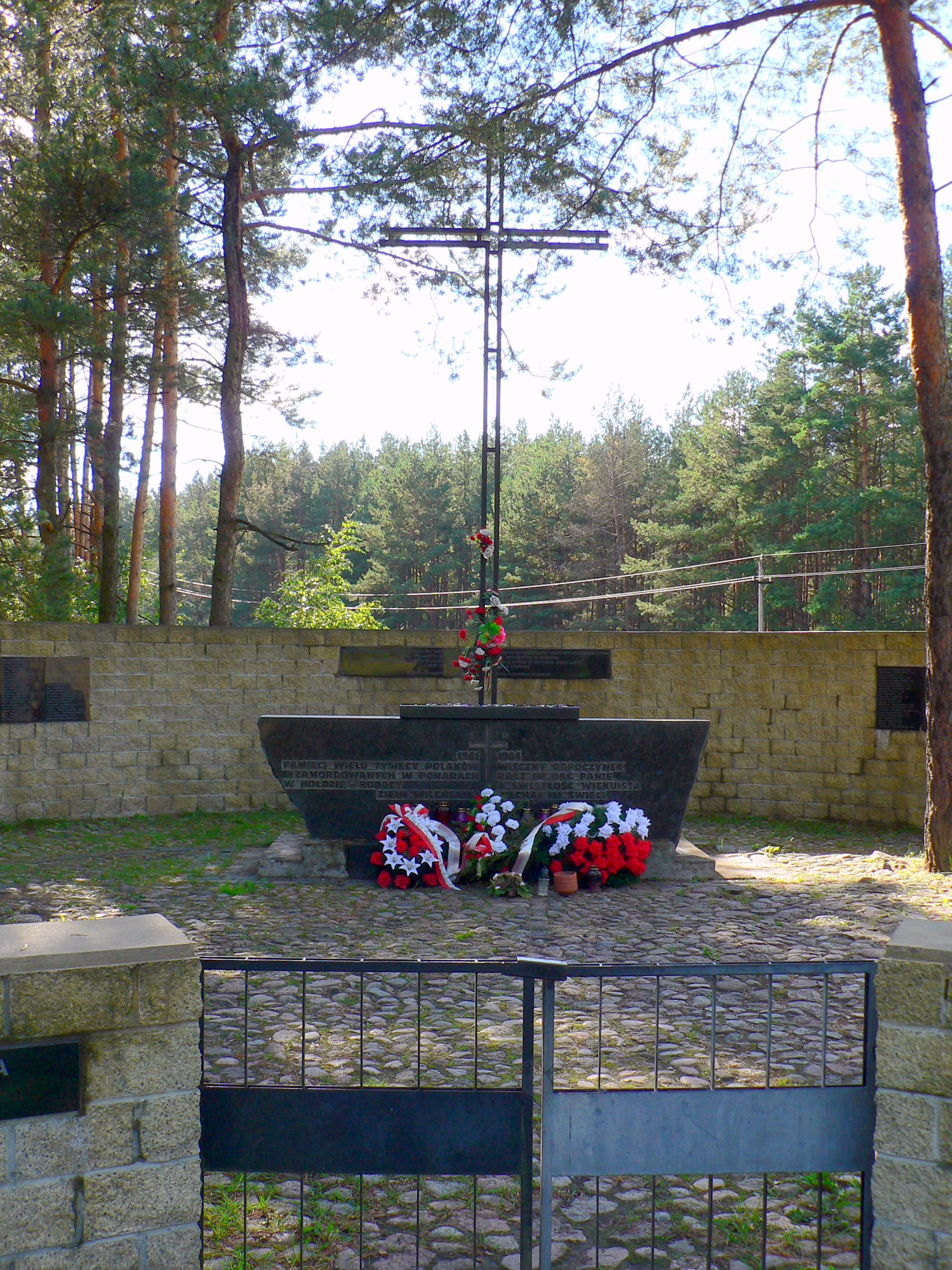
Památník polských obětí.
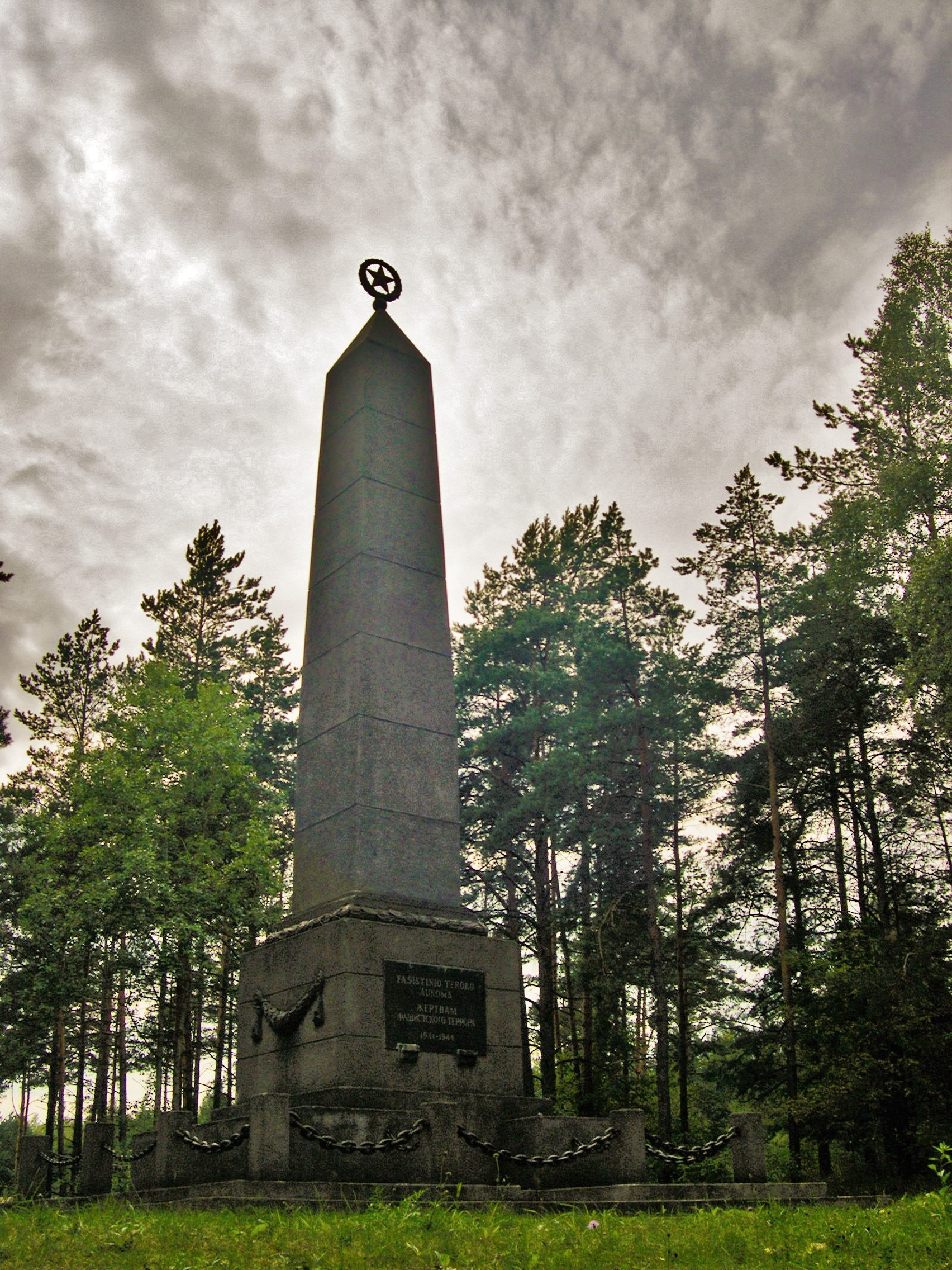
Památník sovětských obětí.
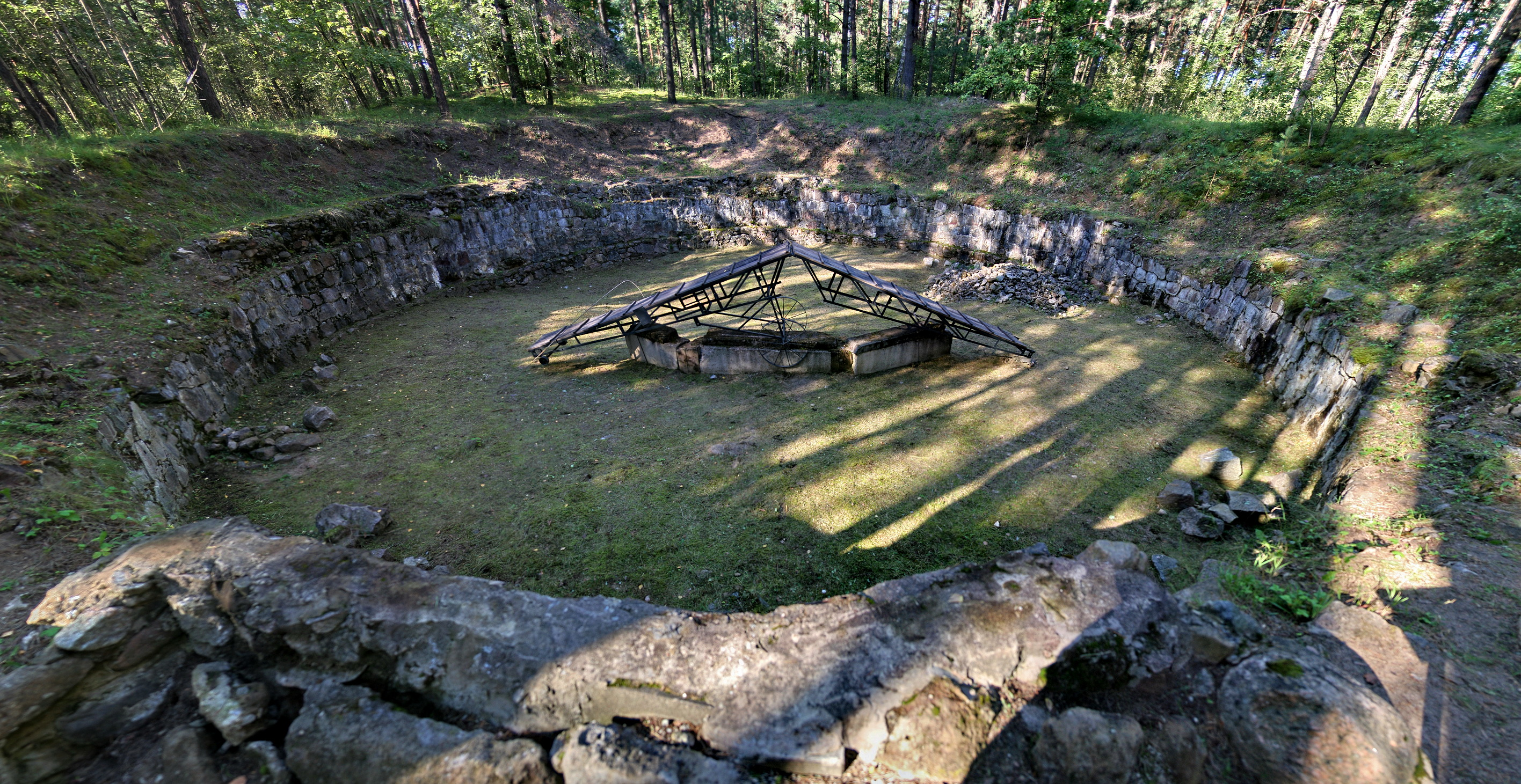
Vyhloubená jáma k zpopelnění mrtvol.
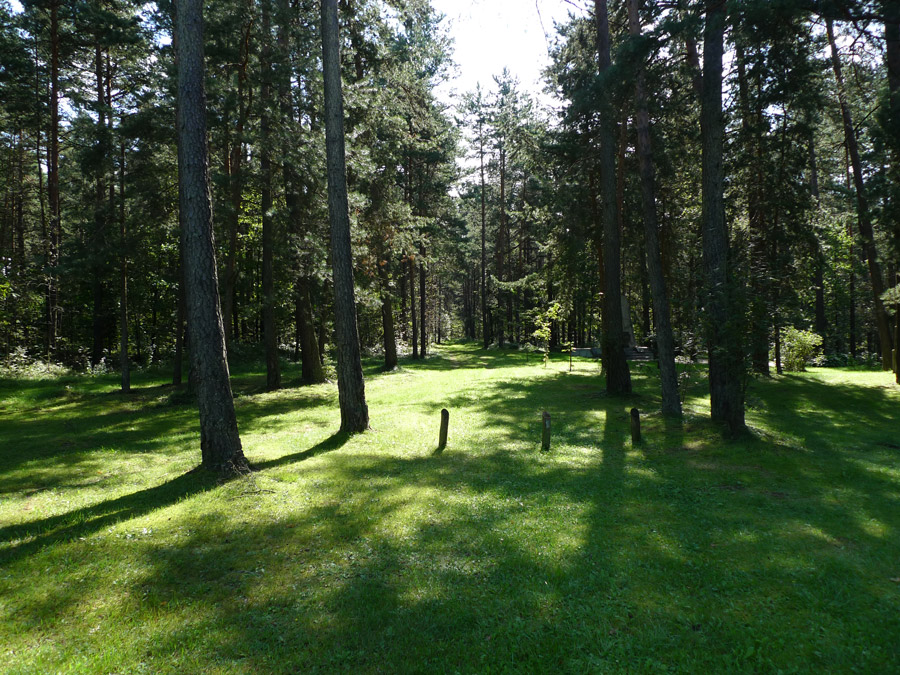
Tichý les v Paneriai.
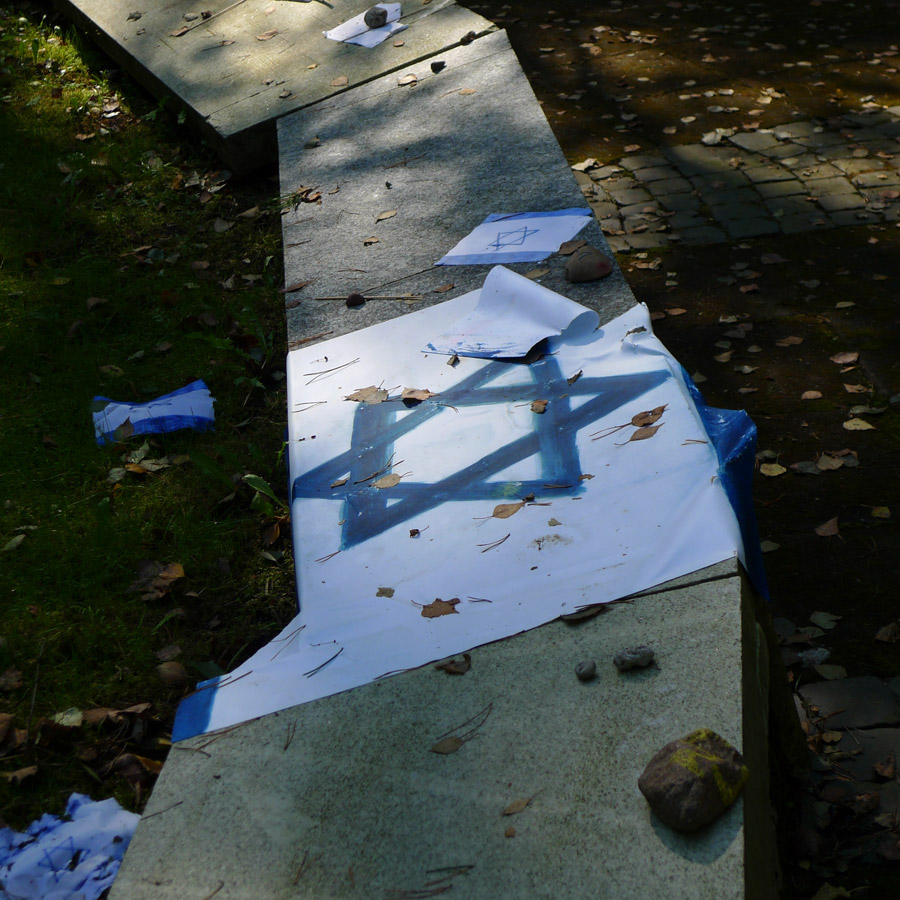
Odložené věci na památku na pomník usmrcující jámy dětí a starších osob.